# 칼랑역

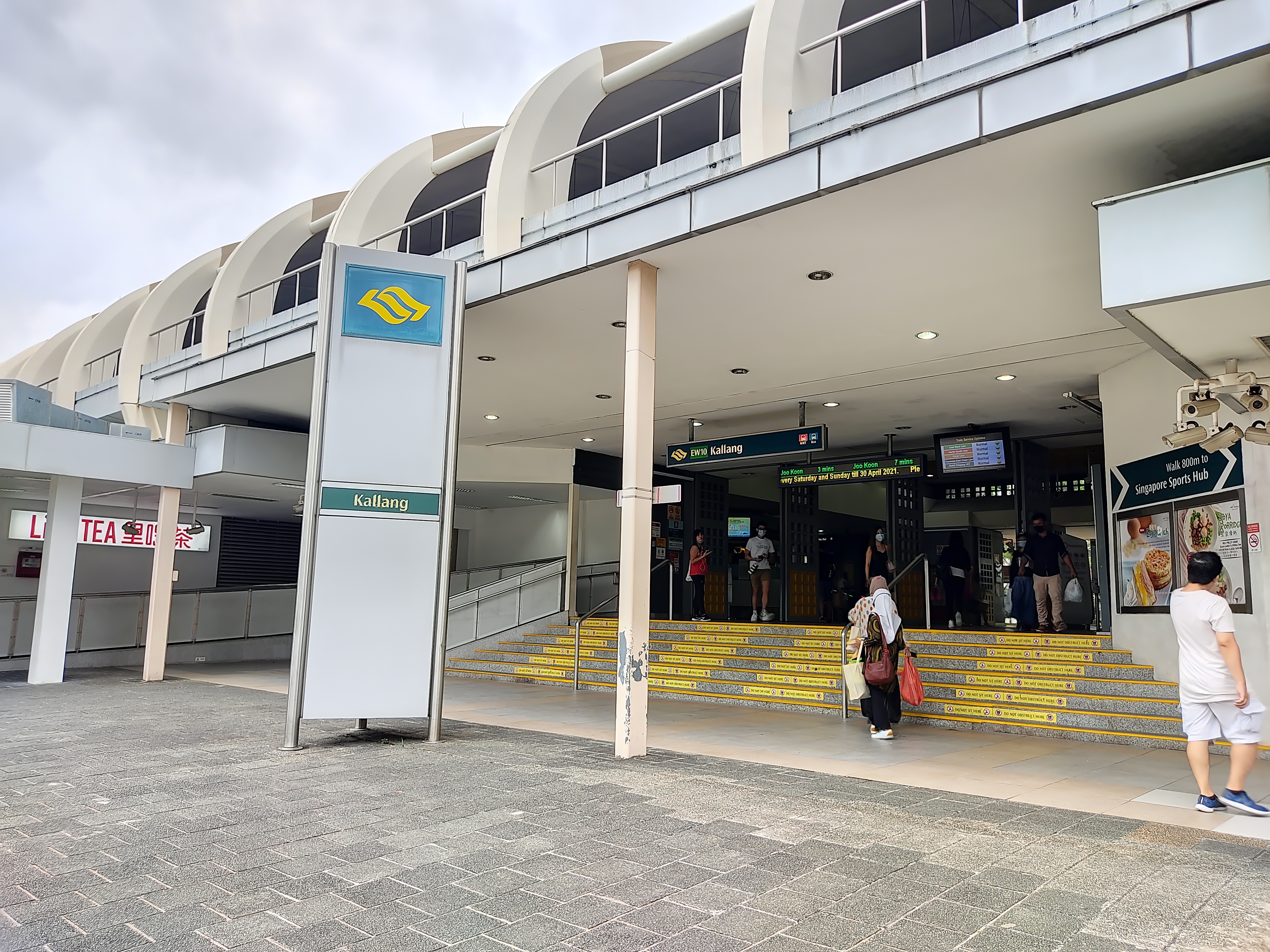

칼랑역(Kallang MRT station)은 싱가포르 칼랑의 이스트웨스트선에 있는 지상 MRT(Mass Rapid Transit) 역이다. 칼랑강 옆과 로롱 1 겔랑 교차점의 심스 애비뉴(Sims Avenue)를 따라 위치해 있다. 칼랑역은 2010년 4월 17일 서클선의 스타디움역이 개통될 때까지 국립 경기장 및 싱가포르 실내 경기장(현재 싱가포르 스포츠 허브의 일부)에서 가장 가까운 MRT 역으로 사용되었다. 그러나 이 역은 여전히 보호된 산책로를 통한 싱가포르 스포츠 허브와 연결되어 있다.
칼랑역은 서쪽으로 여행하는 열차가 운행하는 동서선 동부 구간의 마지막 지상역이다. 로롱 1 겔랑 버스 터미널은 역 건너편에 있다.